# Lipekek
A lipekek vagy lipek tatárok (gyakran belarusz tatárok vagy litván tatárok) Fehéroroszországban, Litvániában és Lengyelországban élő tatár származású belarusz nyelvű népcsoport. 

## Történetük
A lipek (litvánul: lipka) név korábban a krími tatárok litván megnevezése volt.

A tatárok az Arany Hordából szöktek ki tömegével a 14. századtól és álltak az orosz, a litván, az ukrán és a lengyel seregek szolgálatába.

Litvániában Nagy Vytautas fejedelem jóvoltából, Dzsalál ad-Dín tatár kán közreműködésével telepedtek meg a 14. század végén. A litván uralkodó fegyveres katonai szolgálat fejében adott nekik földet a litván és fehérorosz területeken, s ekkor vagy 200 ezren voltak. Hasonlóan később Ukrajnában is telepedtek meg tatárok, akiknek a megnevezése cseremisz volt.
A tatárok évszázadokig hűen szolgálták Litvániát, s megtartották muzulmán vallásukat. Részt vettek az oroszok, a német lovagok, sőt a tatárok és a törökök elleni háborúban. Részt vettek a híres grünwaldi csatában is. A 16. század közepén a tatár nyelvről áttértek a környezetükben beszélt belarusz nyelvre.
A Lengyel–litván Unió gyengülésével (főleg a Bohdan Hmelnickij által kirobbantott polgárháború idején, illetve azt követően) párhuzamosan hűségük lazult, és a 17. század második felében tömegével szöktek a Krím és a Török Birodalom területére. Az 1672-76-os lengyel-török háború alatt újabb tömegek álltak át a szultán oldalára, de idővel sokan vissza is tértek. Több lipek tatár harcolt Magyarországon a kuruc seregben a Rákóczi-szabadságharc idején.

## Mai helyzetük
A lipekek ma Fehéroroszország minszki, breszti és grodnói körzetekben, Délkelet-Litvániában, valamint Lengyelország keleti részén élnek. Létszámuk a három országban becslések szerint 10-15 000 körül lehet, mintegy felük Lengyelországban él (1983). A lipek tatárok még ma is mindenütt élénken ápolják sajátos néphagyományaikat és gyakorolják iszlám hitüket. Lengyelországban sarburma nevű ételük eredetmegjelölési oltalom alatt áll.
Lipek tatár emigráns közösség az Egyesült Államokban is él. Charles Bronson amerikai színész is litvániai lipek tatár származású volt, gyakorlatilag a leghíresebb lipek a világon. A másik, akit a világirodalmi óriások közt tartanak számon Henryk Sienkiewicz, szintén rendelkezett lipek gyökerekkel.